# Robert Kluth
Robert Kluth (* 7. Dezember 1853 in Schwerin, Großherzogtum Mecklenburg-Schwerin; † 23. September 1921 in Brooklyn, New York City) war ein deutschamerikanischer Maler der Düsseldorfer Schule.

## Leben
Mit seinen Eltern emigrierte Kluth 1861 in die Vereinigten Staaten. Aus New York nach Deutschland zurückgekehrt studierte er in den Jahren 1874 bis 1877 Malerei an der Kunstakademie Düsseldorf. Dort besuchte er 1874/1875 die Elementarklasse von Andreas Müller und Heinrich Lauenstein, 1875 die 2. Antikenklasse von Karl Müller und 1877 die Landschafterklasse von Eugen Dücker.
Weitere Stationen seiner künstlerischen Ausbildung waren New York und Philadelphia. Studienreisen führten ihn durch Deutschland und Skandinavien, insbesondere nach Norwegen. Seine Kunst – vor allem Landschaften und Marinestücke – stellte er an der National Academy of Design in New York und an der Pennsylvania Academy of the Fine Arts in Philadelphia aus. Seine Ansichten norwegischer Fjorde wurden von Andrew Carnegie für öffentliche Bibliotheken angekauft.